# Бронте Кемпбелл
Бронте Кемпбелл (англ. Bronte Campbell; нар. 14 травня 1994, Блантайр, Малаві, Австралія) — австралійська плавчиня, олімпійська чемпіонка 2016 року, триразова чемпіонка світу.

## Виступи на Олімпійських іграх
| Олімпіада   | Дисципліна             | Місце |
| ----------- | ---------------------- | ----- |
| Лондон 2012 | 50 м вільним стилем    | 10    |
| Ріо 2016    | 50 м вільним стилем    | 7     |
| Ріо 2016    | 100 м вільним стилем   | 4     |
| Ріо 2016    | 4×100 м вільним стилем | 1     |